# بوكدن (كامبريدجشير)
بوكدن (بالإنجليزية: Buckden, Cambridgeshire)‏ هي قرية وأبرشية مدنية تقع في المملكة المتحدة في إنجلترا. يقدر عدد سكانها بـ 3,000 نسمة .

## المناخ
يظهر الجدول التالي التغييرات المناخية على مدار السنة لبوكدن:
| البيانات المناخية لـبوكدن                     | البيانات المناخية لـبوكدن | البيانات المناخية لـبوكدن | البيانات المناخية لـبوكدن | البيانات المناخية لـبوكدن | البيانات المناخية لـبوكدن | البيانات المناخية لـبوكدن | البيانات المناخية لـبوكدن | البيانات المناخية لـبوكدن | البيانات المناخية لـبوكدن | البيانات المناخية لـبوكدن | البيانات المناخية لـبوكدن | البيانات المناخية لـبوكدن | البيانات المناخية لـبوكدن |
| الشهر                                         | يناير                     | فبراير                    | مارس                      | أبريل                     | مايو                      | يونيو                     | يوليو                     | أغسطس                     | سبتمبر                    | أكتوبر                    | نوفمبر                    | ديسمبر                    | المعدل السنوي             |
| --------------------------------------------- | ------------------------- | ------------------------- | ------------------------- | ------------------------- | ------------------------- | ------------------------- | ------------------------- | ------------------------- | ------------------------- | ------------------------- | ------------------------- | ------------------------- | ------------------------- |
| متوسط درجة الحرارة الكبرى °م (°ف)             | 7.2 (45.0)                | 7.7 (45.9)                | 10.7 (51.3)               | 13.5 (56.3)               | 16.8 (62.2)               | 19.7 (67.5)               | 22.4 (72.3)               | 22.3 (72.1)               | 19.2 (66.6)               | 15.0 (59.0)               | 10.3 (50.5)               | 7.4 (45.3)                | 14.4 (57.9)               |
| متوسط درجة الحرارة الصغرى °م (°ف)             | 1.1 (34.0)                | 0.8 (33.4)                | 2.6 (36.7)                | 3.8 (38.8)                | 6.6 (43.9)                | 9.7 (49.5)                | 11.8 (53.2)               | 11.7 (53.1)               | 9.9 (49.8)                | 7.0 (44.6)                | 3.9 (39.0)                | 1.9 (35.4)                | 5.9 (42.6)                |
| معدل هطول الأمطار مم (إنش)                    | 47.0 (1.85)               | 35.0 (1.38)               | 40.1 (1.58)               | 47.0 (1.85)               | 47.9 (1.89)               | 54.1 (2.13)               | 48.3 (1.90)               | 51.7 (2.04)               | 53.3 (2.10)               | 60.2 (2.37)               | 54.2 (2.13)               | 47.1 (1.85)               | 585.8 (23.06)             |
| ساعات سطوع الشمس الشهرية                      | 58.0                      | 77.4                      | 109.9                     | 152.3                     | 186.2                     | 180.6                     | 193.3                     | 188.1                     | 142.5                     | 114.6                     | 67.0                      | 52.4                      | 1٬522٫2                   |
| المصدر: Met Office Monks Wood, Cambridgeshire |                           |                           |                           |                           |                           |                           |                           |                           |                           |                           |                           |                           |                           |